# Neofibularia nolitangere
Neofibularia nolitangere är en svampdjursart som först beskrevs av Duchassaing och Giovanni Michelotti 1864.  Neofibularia nolitangere ingår i släktet Neofibularia och familjen Desmacellidae. Inga underarter finns listade i Catalogue of Life.